# Avro 527
Avro 527 là loại máy bay tiêm kích hai chỗ cuối cùng của hãng Avro. 527 bắt nguồn từ thiết kế cơ bản của 504.

## Quốc gia sử dụng
Anh Quốc -
- Quân đoàn Không quân Hoàng gia

## Tính năng kỹ chiến thuật
Dữ liệu lấy từ Jackson (1965) apart from speeds
Đặc điểm tổng quát
- Kíp lái: 2
- Chiều dài:  ()
- Sải cánh: 36 ft 0 in (10,97 m)
- Chiều cao:  ()
- Động cơ: 1 × Sunbeam Nubian, 150 hp (112 kW)

 Hiệu suất bay 
- Vận tốc cực đại: 103 mph (166 km/h)

Trang bị vũ khí

- Súng: 1 × Súng máy Lewis 0.303 in (7,7 mm)